# COVID-19-Pandemie in Sachsen
Die COVID-19-Pandemie trat in Sachsen seit 2020 als Teil der weltweiten COVID-19-Pandemie und im Besonderen der COVID-19-Pandemie in Deutschland auf. Die Pandemie betrifft die neuartige Erkrankung COVID-19. Diese wird durch das Virus SARS-CoV-2 aus der Gruppe der Coronaviridae verursacht und gehört in die Gruppe der Atemwegserkrankungen. Am 3. März 2020 wurde vom Robert Koch-Institut (RKI) die erste COVID-19-Erkrankung in Sachsen bestätigt.
Zum 25. November 2021 endete in Deutschland die Epidemische Lage von nationaler Tragweite. Seit dem Jahr 2022 gilt COVID-19 vielen Experten als endemisch. Am 2. Juni 2023 veröffentlichte das RKI letztmals tagesaktuelle Fallzahlen und stellte den Dienst ein.

## Verlauf
Während der ersten Infektionswelle ab März 2020 waren die Infektionszahlen in Sachsen im Vergleich zu anderen Bundesländern niedrig. Die bestätigten Infektions- und Todesfälle nahmen in Sachsen ab November 2020 stark und ab Dezember 2020 sehr stark zu: In der 45. Kalenderwochen gab es 18.747 Neuinfektionen (Platz 6 im Ländervergleich) und in der 51. KW. waren es 95.616 (Platz 16). Acht sächsische Kreise (von 15 in Deutschland) hatten die höchsten Inzidenzzahlen (Neuinfektionen in 7 Tagen/100.000 Ew.).
Seit dem 16. Dezember 2020 hat Sachsen unter allen deutschen Bundesländern die höchste kumulierte Anzahl von Infizierten je 100.000 Einwohner; vorher war dies Berlin. Auch die Sieben-Tage-Inzidenz lag in Sachsen höher als in allen anderen Bundesländern, vor und während der Weihnachtstage lag dieser Wert mehrere Tage bei über 400. Die deutschlandweite Sieben-Tage-Inzidenz zu dieser Zeit lag zwischen 180 und 195.
Bis Ende November 2020 lag Sachsen mit unter 50.000 Infektionen an Platz 7 aller Länder. Am 10. Dezember 2020 wurden 75.000 Infektionen überschritten und Platz 6 erreicht.
Am 31. Dezember 2020 lag Sachsen mit über 130.000 bekannten Infektionen nur noch knapp hinter Hessen. Mit über 77 Toten je 100.000 Einwohner lag Sachsen in der Todesstatistik deutlich vor Bayern (51), Thüringen (47) und Hessen (45).
Am 6. Januar 2021 lag Sachsen mit über 143.000 Infektionen nunmehr vor Hessen auf Platz 4 in Deutschland. Auch die Sieben-Tage-Inzidenz war mit über 260 immer noch die Höchste, gefolgt von Thüringen (245). Ab dem 13. Januar lag Sachsen bezüglich der Inzidenz wieder auf Platz 2 hinter Thüringen. Am 26. Januar wurde die Marke von 175.000 Infektionen überschritten. Sachsen lag mit einer Inzidenz von 161 mit Brandenburg auf Platz 3 aller Länder. Am 2. Februar wies Sachsen nur noch die fünfthöchste Inzidenz der Länder auf.
Im März 2021 stiegen die Infektionszahlen (wie auch im Übrigen Deutschland) an, weil die ansteckendere Alpha-Variante das bis dahin dominierende SARS-CoV-2-Virus verdrängte. Sachsen hatte den zweithöchsten Inzidenzwert in Deutschland nach Thüringen. Ab Ende Mai sank die Sieben-Tage-Inzidenz in Sachsen und lag im Juni 2021 wieder unter 25. Anschließend verdrängte die noch ansteckendere Delta-Variante die bisher vorherrschende Alpha-Variante des Coronavirus SARS-CoV-2.
Am 19. September 2021 betrug die durchschnittliche Sieben-Tage-Inzidenz in Sachsen 42,0.
Auf Grund der „epidemischen Lage“ im Land verschärfte Sachsen ab 8. November 2021 die Corona-Regeln und setzte die 2G-Regel in Teilen des öffentlichen Lebens flächendeckend um.
Mit Stand vom 24. November 2021 hatte Sachsen mit 57,8 Prozent vollständig gegen COVID-19 Geimpften mit Abstand die niedrigste Impfquote in ganz Deutschland. Nach den bisherigen, während der COVID-19-Pandemie in Deutschland gemachten Erfahrungen in der Intensivmedizin hat eine Steigerung der Quote bei den Impfungen zur Grundimmunisierung gegen COVID-19 weniger Intensivpatienten zur Folge; das zeigen die regionalen Unterschiede bei Belegung der Intensivstationen und der Impfquote in den Bundesländern. Der wissenschaftliche Leiter des DIVI-Intensivregisters und Leiter des ECMO-Zentrums an der Lungenklinik Köln-Merheim, Christian Karagiannidis fasste diese Erkenntnis in einem Satz zusammen: „Wir sehen, dass die Verläufe von Intensivbelegung und Impfquote sehr streng aneinander gekoppelt sind.“
Mitte Januar 2022 hatte Sachsen die niedrigste Inzidenz aller Bundesländer, während die Inzidenz mit rund 1300 beim Impf-Spitzenreiter Bremen etwa fünf Mal so hoch war.

## Statistik
→ Weitere Details zu Fallzahlen, zur Entwicklung der Inzidenz und anderen Kennziffern siehe COVID-19-Pandemie in Deutschland/Statistik.

### Infektionsfälle und Inzidenz
Registrierte Neuinfektionen (kumuliert) in Sachsen
(nach Daten des RKI aus COVID-19-Pandemie in Deutschland)
Sieben-Tage-Inzidenz in Sachsen
(nach Daten des RKI aus COVID-19-Pandemie in Deutschland)

### Todesfälle
Bestätigte Todesfälle (kumuliert) in Sachsen
(nach Daten des RKI aus COVID-19-Pandemie in Deutschland)
Anmerkungen
1. 1 2  Hier sind Fälle aufgelistet, die dem RKI über den Meldeweg oder offizielle Quellen mitgeteilt wurden. Da es sich um eine sehr dynamische Situation handelt, kann es zu Abweichungen oder Verzögerungen zwischen den RKI-Fällen und Angaben anderer Stellen, etwa der betroffenen Bundesländer oder der Weltgesundheitsorganisation (WHO), kommen.

## Präventivmaßnahmen

### Staatlich verordnete Corona-Schutzmaßnahmen in Sachsen

#### Sächsische Corona-Schutz-Verordnung(SächsCoronaSchVO) vom 29. September 2022
Auf der Grundlage des vom Bund am 16. September 2022 geänderten Infektionsschutzgesetzes (IfSG) hat die Sächsische Staatsregierung am 29. September 2022 eine neue Sächsische Corona-Schutz-Verordnung (SächsCoronaSchVO) beschlossen; diese ist vom 1. Oktober 2022 bis zum 7. April 2023 gültig. Zu den mit Zustimmung des Bundesrates beschlossenen Präventivmaßnahmen, gerichtet gegen eine Ansteckung mit dem Coronavirus SARS-CoV-2 und einen schweren Verlauf der durch dieses Virus verursachten COVID-19-Erkrankung, gehört die Einrichtungsbezogene Maskenpflicht:
- Bei der Fahrt mit öffentlichen Verkehrsmitteln, wie z. B. den Bussen und Bahnen des öffentlichen Nahverkehrs, ist das Tragen eines medizinischen Mund-Nasen-Schutzes, demzufolge einer FFP2-Maske oder einer OP-Maske, vorgeschrieben.
- Im öffentlichen Fernverkehr, wie z. B. in Fernzügen und Fernbussen, ist das Tragen einer FFP2-Maske vorgeschrieben.
- In Krankenhäusern, Arztpraxen einschließlich aller Praxen von Heilberufen und allen anderen Einrichtungen des Gesundheitswesens ist das Tragen einer FFP2-Maske vorgeschrieben.
- In den Einrichtungen des Sozialwesens, wie z. B. in Einrichtungen der Eingliederungshilfe und in Pflegeeinrichtungen, ist das Tragen einer FFP2-Maske vorgeschrieben.
- In Obdachlosenunterkünften und anderen Massenunterkünften ist das Tragen eines medizinischen Mund-Nasen-Schutzes vorgeschrieben.[11]

Darüber hinaus ist das Tragen eines medizinischen Mund-Nasen-Schutzes in öffentlich zugänglichen Innenräumen, wie z. B. in den Geschäften des Einzelhandels und in Supermärkten sowie die Einhaltung eines Mindestabstandes empfohlen. Außerdem wurde als Präventivmaßnahme eine Einrichtungsbezogene Testpflicht verordnet. Der Zugang zu bestimmten Einrichtungen wird nur Personen gewährt, die einen aktuellen Corona-Test vorweisen können. Diese gilt unter anderem für Arbeitgeber, Beschäftigte und Besucher die folgende Einrichtungen betreten wollen:
- Krankenhäuser, stationäre und teilstationäre Pflegeeinrichtungen, Frauen- und Kinderschutzeinrichtungen sowie Männerschutzeinrichtungen und Einrichtungen zur gemeinschaftlichen Unterbringung von Asylbewerbern und Flüchtlingen, Abschiebe- und Maßregelvollzugseinrichtungen
- Personen bis zur Vollendung des 6. Lebensjahres oder „Personen ohne unmittelbaren Kontakt“[11] sind von den verordneten Testpflichten ausgenommen.

### COVID-19-Impfungen in Sachsen

#### Verlauf der Impfkampagne
In Sachsen konnten sich bereits seit 21. April 2021 nach der Impfung von alten und chronisch kranker Menschen auch Impfwillige der dritten Priorisierungsgruppe im Bundesland mit dem Impfstoff AZD1222 (AstraZeneca/Oxford) impfen lassen. Eine Priorisierung der COVID-19-Impfmaßnahmen für den AstraZeneca-Impfstoff wurde damit in Sachsen frühzeitig aufgehoben. Deutschlandweit erfolgte dieser Schritt ab dem 7. Juni 2021.

### Empfehlungen der Sächsischen Impfkommission (SIKO)
Am 25. August 2022 veröffentlichte die Sächsische Impfkommission (SIKO) ihre aktualisierten Empfehlungen zur SARS-CoV-2-Impfung im „Herbstupdate 25. August 2022“.
Am 8. September 2022 empfahl die SIKO in einer Pressemitteilung bestimmten Personengruppen eine Auffrischungsimpfung gegen COVID-19 mit bivalenten mRNA-Impfstoffen, die an den Wildtyp und die Omikron-Subvarianten des Coronavirus SARS-CoV-2 angepasst sind:
- Personen, die gesund und jünger als 70 sind, wird empfohlen: „warten Sie für Ihre 4. Impfung (die frühestens 6 Monate nach ihrer 3. Impfung erfolgen sollte) auf die bivalenten Impfstoffe, die auf die SARS-CoV-2-Variante Omikron BA.4/5 angepasst sind. Diese erwarten wir Mitte Oktober. Dies gilt auch für Menschen, die im Gesundheitswesen beschäftigt sind.“[14]

- Personen, die über 70 Jahre alt sind oder die von einer von der SIKO in der Pressemitteilung benannten Erkrankungen betroffen sind oder bei denen nach ärztlicher Einschätzung aus anderen, gesundheitlichen Gründen ein hohes Risiko für einen schweren Verlauf einer COVID-19-Erkrankung besteht, wird zeitnah eine Auffrischungsimpfung mit einem bivalenten, an den Omikron-Subtyp BA.1 angepassten Impfstoff empfohlen; in den aktualisierten Empfehlungen zur SARS-CoV-2-Impfung im „Herbstupdate 25. August 2022“ sind die gesundheitlichen Gründe für das möglicherweise hohe Risiko eines schweren COVID-19-Verlaufs aufgeführt.[14]

- Personen, die bereits mindestens zweimal geimpft wurden und zusätzlich eine oder mehrere SARS-CoV-2-Infektionen durchgemacht haben, wird ebenfalls eine Auffrischimpfung mit einem angepassten COVID-19-Impfstoff unter der Voraussetzung empfohlen, dass seit der Infektion mit dem Coronavirus SARS-CoV-2 bereits mehr als 6 Monate vergangen sind.[14]

- Bei über 70-jährigen Personen oder solchen mit einer Erkrankung, die das Immunsystem beeinträchtigt, kann eine Auffrischungsimpfung nach Rücksprache mit dem behandelnden Arzt bereits sinnvoll sein, wenn noch nicht 6 Monate vergangen sind. Eine Auffrischungsimpfung darf bei diesen Personen jedoch frühestens drei Monaten nach der letzten Corona-Infektion erfolgen.[14]